# Rozalia Mancewicz
Rozalia Mancewicz-Jaworska (ur. 27 czerwca 1987 w Melbourne) – polska modelka, zdobywczyni tytułu Miss Polonia w roku 2010 i miss internautów konkursu organizowanego przez biuro Miss Polonia i portalu internetowego wp.pl oraz tytułów Miss Polski Nastolatek z roku 2004. Zajęła również 4. miejsce (3. wicemiss) w międzynarodowym konkursie piękności Miss Tourism Queen International w roku 2005.
Na dwa lata w roku 2000 wyjechała do Australii z rodzicami, gdzie chodziła do tamtejszego gimnazjum.
Studiowała filologię angielską na Uniwersytecie w Białymstoku i pomagała  prowadzić rodzinne gospodarstwo agroturystyczne.

## Życie prywatne
26 września 2014 roku wyszła za mąż za Marcina Jaworskiego z którym ma syna Henryka (ur. 25 kwietnia 2016) i córkę Zofię (ur. 5 lutego 2021).